# Flughafen Warschau-Radom

i8
i11
i13
Der Flughafen Warschau-Radom „Helden des Radomer Juniaufstands 1976“ (polnisch Port lotniczy Warszawa-Radom im. Bohaterów Radomskiego Czerwca 1976 roku, IATA-Code: RDO, ICAO-Code: EPRA) ist der internationale Flughafen der Großstadt Radom in der Woiwodschaft Masowien in Polen. Er wird parallel von den polnischen Luftstreitkräften genutzt, die die 42 Baza Lotnictwa Szkolnego zur Pilotenausbildung nutzt.

## Lage und Verkehrsanbindung
Der Flughafen liegt etwa drei Kilometer östlich vom Stadtzentrum von Radom auf dem Gebiet des Stadtteils Sadków. Die Anschlussstelle an der gemeinsamen Trasse der Droga krajowa 9 und 12 befindet sich nur rund 150 Meter westlich des Flughafens. Außerdem verläuft die Europastraße 77 am anderen Ende der Stadt Radom, zwischen fünf und sechs Kilometer westlich des Flughafens.
Problematisch für den Flughafen Radom ist seine Nähe zum größten Flughafen in Polen, dem Chopin-Flughafen Warschau. Er befindet sich nur rund 88 Kilometer nördlich und ist innerhalb von eineinhalb Stunden mit dem Auto erreichbar. Innerhalb von zweieinhalb Stunden können auch die Flughäfen Lublin, Łódź und Warschau-Modlin erreicht werden.
Im öffentlichen Personennahverkehr bestehen Busverbindungen zum etwa drei Kilometer entfernten Busbahnhof und Hauptbahnhof. Der Flughafen Radom verfügt zwar über einen eigenen Gleisanschluss, dieser verläuft jedoch am nördlichen Rand durch die Militärbasis und ist daher für Passagiere nicht nutzbar.

## Geschichte

### Frühe Geschichte
Der Bau des Flughafens in Radom begann im Mai 1929, zu Beginn wurde er zur Ausbildung von zivilen Piloten genutzt. Im April 1932 wurde der Flughafen an das polnische Ministerium für Militärangelegenheiten übergeben. Dieses erweiterte das Gelände durch Landerwerb, des Weiteren wurden auch Hangars, Baracken und ein Schießstand errichtet. Bis zum Zweiten Weltkrieg wurden in Radom Militärpiloten und Fallschirmjäger ausgebildet.
Zu Beginn des Zweiten Weltkriegs bombardierte die deutsche Luftwaffe den Flughafen. Dabei wurden Flugzeuge und Hangars zerstört, das Personal musste evakuiert werden. Anschließend nutzte die Luftwaffe den Flughafen zur Ausbildung und Vorbereitung von Piloten für die Ostfront. Gegen Ende des Krieges war der Flughafen schwer beschädigt und vermint. Die polnischen Streitkräfte kehrten im März 1945 zurück, seitdem werden in Radom wieder Piloten ausgebildet.

### Nach dem Zweiten Weltkrieg
Von 1999 bis 2000 wurden die Rollwege erneuert. Seit 2000 findet auf dem Flughafen die Radom Air Show statt. In den 90er Jahren wurden bereits größere militärische Flugschauen auf verschiedenen Militärflugplatz in Polen durchgeführt, bevor man im Jahr 2000 Radom als Veranstaltungsort festlegte.

### Umwandlung zum Zivilflughafen
Im Juni 2006 wurde die künftige Betreibergesellschaft Port Lotniczy Radom S.A. gegründet. Im Rahmen einer Restrukturierung wurde der militärische Teil des Flughafens am 1. Januar 2011 zur 42 Baza Lotnictwa Szkolnego und ist der 4 Skrzydło Lotnictwa Szkolnego untergeordnet. Das Ende Januar 2011 wurde zwischen dem Betreiber und dem Militär ein Vertrag zur gemeinsamen Nutzung von 125 Hektar des Flughafengeländes unterzeichnet. Im Juli 2012 kaufte die Betreibergesellschaft das ehemalige Terminal 2 des Flughafens Łódź einschließlich Ausstattung für 2 Millionen Złoty. Anschließend wurde das Terminal mit kleineren Veränderungen auf dem Gelände einer ehemaligen Kleingartensiedlung in Radom wiederaufgebaut. Im Mai 2013 wurde ein neues DVOR-Navigationssystem installiert. Ein Jahr später erhielt der Flughafen seine Betriebserlaubnis und wurde in das Register der polnischen Zivilflughäfen eingetragen.
Allerdings wurde erst Anfang September 2015 der erste Linienflug durchgeführt. Es handelte sich um einen Flug von Air Baltic nach Riga. Czech Airlines führte Mitte des gleichen Monats die ersten Flüge durch. Die Auslastung blieb aber unzureichend, im Schnitt wurden im September mit jedem Flug nur sechs Passagiere transportiert. Ende Oktober stellte Czech Airlines die Flüge von und nach Radom ein. Die Auslastung war zwischenzeitlich auf drei Passagiere gesunken, offiziell begründete die Fluggesellschaft den Schritt mit der fehlenden Ausrüstung zur Flugzeugenteisung. Air Baltic beendete Mitte November seine Kooperation mit dem Flughafen Radom. Daher wurde er nach nur drei Monaten von keiner einzigen Fluggesellschaft mehr angeflogen.
Am 20. Dezember 2015 kehrte Czech Airlines wieder nach Radom zurück. Der Flughafen hatte mit der Fluggesellschaft vertraglich vereinbart, die Flüge von Prag nach Ostrava bis nach Radom zu verlängern. Für den Abschnitt zwischen Ostrava und Radom konnten allerdings keine Tickets gekauft werden. Als der Vertrag mit Czech Airlines zum 22. Februar 2016 auslief und nicht verlängert wurde, stand der Flughafen erneut ohne Fluggesellschaft da.
Am 26. Februar 2016 kündigte SprintAir für den 18. April 2016 die Aufnahme von Flügen an. Zu Beginn bestand der Flugplan aus Flügen nach Berlin, Breslau, Danzig und Prag. Als weiteres Ziel wurde anschließend Lwiw angeboten. Die Flüge nach Berlin wurden zwischenzeitlich eingestellt. Jedoch wurde auch Breslau wieder aus dem Flugplan gestrichen.
Am 29. Oktober 2017 lief der Vertrag mit SprintAir aus, sodass der Flughafen vorerst von keiner Fluggesellschaft mehr angeflogen wurde.
Im August 2018 gab der staatliche Flughafenbetreiber Polish Airports State Enterprise bekannt, den Flughafen Radom-Sadków ausbauen zu wollen, um die Flughäfen von Warschau zu entlasten. Vor allem Charterflüge sollten anschließend nach Radom verlegt werden.
Der Flughafen Radom-Sadków wurde 2019 in Flughafen Warschau-Radom umbenannt und den Radomer Helden des Juniaufstands 1976 gewidmet. Seit März 2023 fliegt LOT Polish Airlines ab dem Flughafen im Linienverkehr nach Paris und Rom.

## Infrastruktur

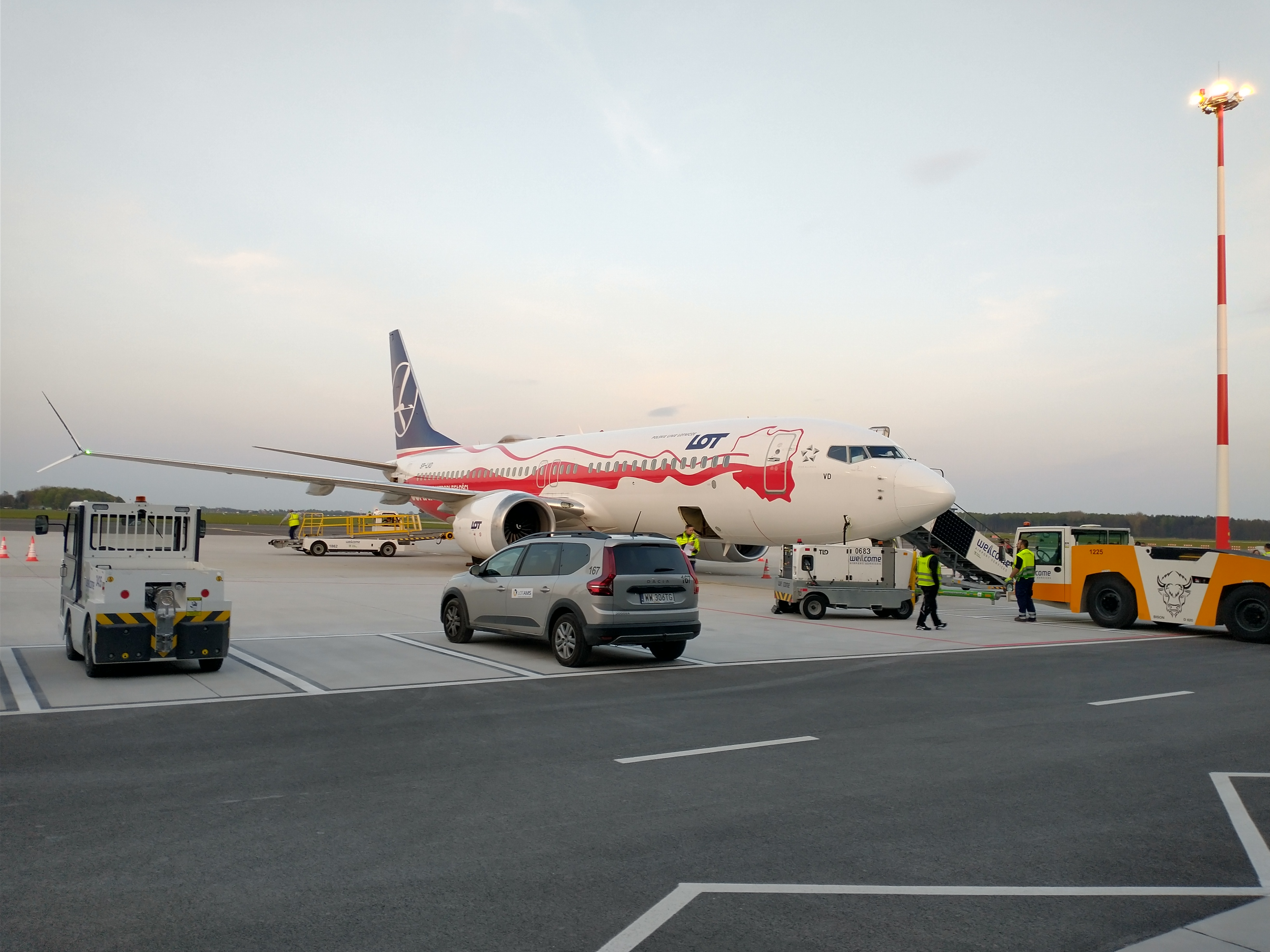
Boeing 737

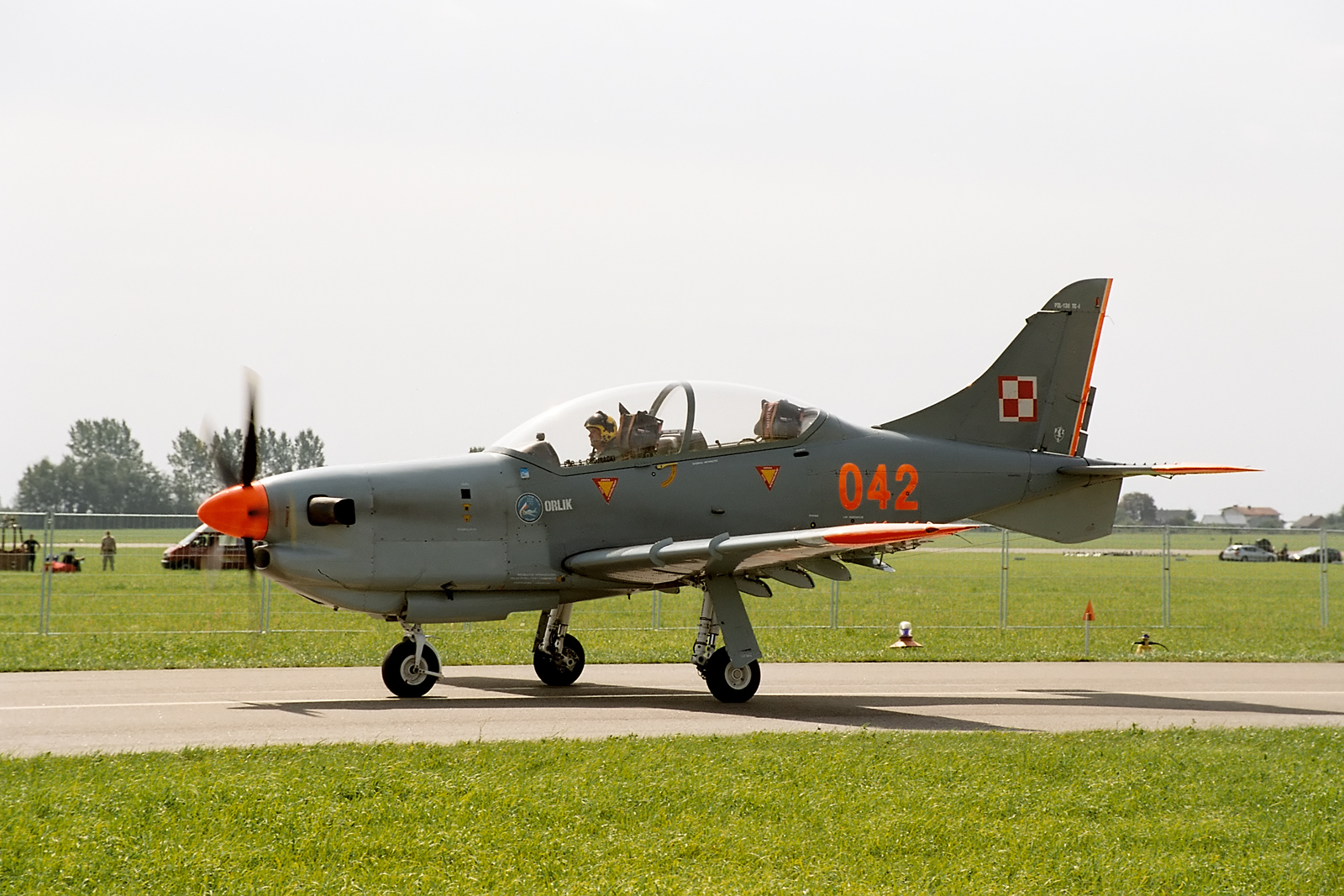
PZL-130 Orlik während der Radom Air Show 2005

### Start- und Landebahnen
Der Flughafen Radom-Sadków verfügt über eine Start- und Landebahn mit der Bezeichnung 07/25. Sie ist 2500 m lang und 45 m breit. Der mittlere Teil der Bahn ist asphaltiert, an den Enden ist sie auf einer Länge von 200 bzw. 230 m asphaltiert. Seit der letzten Modernisierung verfügen die Rollwege über eine Asphaltoberfläche.

### Ziviles Terminal
Am Flughafen gibt es einen neuen Terminal, der das modernste Bauwerk dieser Art in Polen ist und für die Aufnahme von 3 Millionen Passagieren pro Jahr ausgelegt ist (mit der Möglichkeit einer Erweiterung auf 9 Millionen Passagiere).

### Militärbasis
Die Militärbasis erstreckt sich über eine Fläche von 371 ha, einschließlich der 125 ha, die man sich mit dem Zivilflughafen teilt. Sie verfügt über mehrere Hangars, einen Kasernenbereich und einen eigenen Gleisanschluss.

### Sonstiges
Der Kontrollturm befindet sich an der nördlichen Seite des Flughafens.

## Militärische Nutzung
Der 42. Ausbildungsluftstützpunkt untersteht dem 4. Fliegerischen Ausbildungsgeschwader (4. Skrzydło Lotnictwa Szkolnego) des Militärflugplatzes Dęblin und besteht zurzeit (2019) aus einer fliegenden Gruppe, die mit PZL-130TC-1/TC-2 und M-28TD ausgerüstet ist. Hinzu kommen noch die Unterstützungs- und Wartungsgruppe.

## Zivile Nutzung

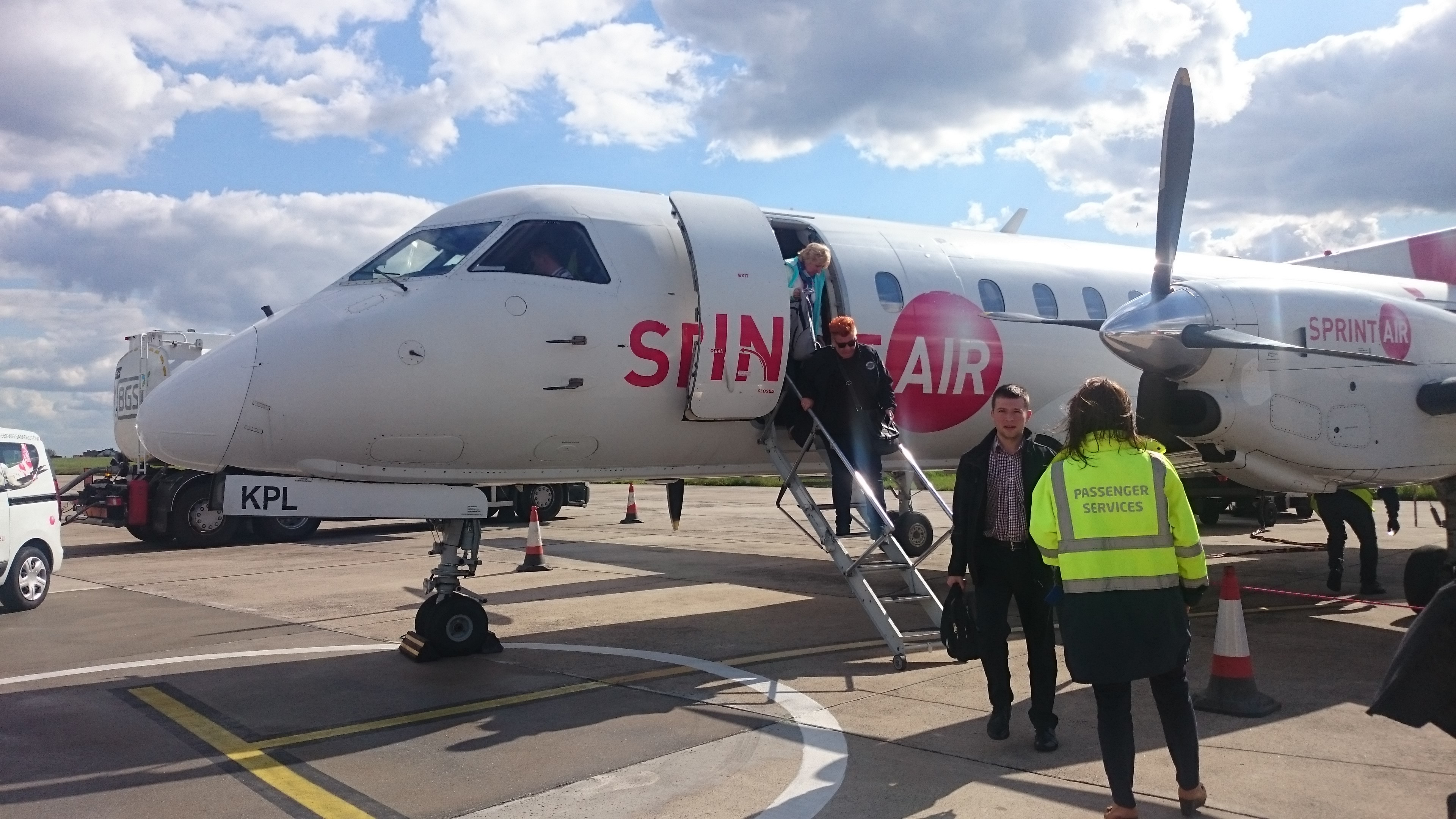
Saab 340A der SprintAir auf dem Flughafen Radom-Sadków

### Verkehrszahlen
| Jahr     | Fluggastaufkommen | Flugbewegungen | Fracht (Tonnen) |
| -------- | ----------------- | -------------- | --------------- |
| 2023     | 104.770           |                | 0               |
| 2017     | 09.903            | 480            | 0               |
| 2016     | 08.965            | 659            | 0               |
| 2015     | 0670              | 110            | 0               |
| Quellen: |                   |                |                 |

## Zwischenfälle
- Am 1. September 2007 kollidierten während einer Vorführung im Rahmen der Radom Air Show zwei von drei an einem Manöver beteiligten Zlín Z-526 des polnischen Kunstflugteams AZL Żelazny in der Luft und stürzten ab. Dabei starben der Gründer des Kunstflugteams und ein weiterer Pilot.[25]
- Am 30. August 2009 stürzte während der Radom Air Show eine belarussische Suchoi Su-27 in ein nahegelegenes Waldstück. Beide Piloten kamen ums Leben.[26]